# MKS MOS Interpromex Będzin w sezonie 2006/2007

## Drużyna

### Sztab
| Pierwszy trener | Wojciech Jaroszewski |
| Drugi trener    | Albert Semeniuk      |
| Fizjoterapeuta  | Janusz Herpel        |

### Zawodnicy
| Nr | Imię i nazwisko       | Data ur.   | Wzrost | Pozycja      |
| -- | --------------------- | ---------- | ------ | ------------ |
| 1  | Błażej Krzyształowicz | 24.09.1987 | 194    | rozgrywający |
| 2  | Mateusz Mędrzyk       | 02.03.1988 | 193    | przyjmujący  |
| 3  | Jonasz Biegun         | 30.09.1985 | 198    | atakujący    |
| 4  | Patryk Kabziński      | 25.02.1980 | 197    | przyjmujący  |
| 5  | Jarosław Chwastek     | 03.11.1975 | 195    | środkowy     |
| 6  | Damian Miller         | 30.07.1986 | 194    | przyjmujący  |
| 10 | Dariusz Syguła        | 03.04.1986 | 182    | rozgrywający |
| 11 | Bartosz Dzierżanowski | 05.09.1986 | 197    | środkowy     |
| 12 | Filip Brzeziński      | 05.04.1988 | 205    | środkowy     |
| 13 | Adam Łapuszyński      | 07.10.1986 | 197    | atakujący    |
| 14 | Michał Potera         | 06.03.1988 | 182    | libero       |
| 15 | Kamil Krawczyk        | 26.02.1986 | 182    | libero       |
| 17 | Albert Semeniuk       | 02.10.1965 | 198    | przyjmujący  |

## Transfery

### Przyszli
| Imię i nazwisko       | Poprzedni klub        |
| --------------------- | --------------------- |
| Michał Potera         | TS Volley Rybnik      |
| Mateusz Mędrzyk       | MKS MOS II Będzin     |
| Błażej Krzyształowicz | MOS Płomień Sosnowiec |
| Jonasz Biegun         | Rafako Racibórz       |
| Jarosław Chwastek     | Energetyk Jaworzno    |
| Patryk Kabziński      | Górnik Radlin         |
| Filip Brzeziński      | Delic-Pol Częstochowa |

### Odeszli
| Imię i nazwisko    | W klubie od | Nowy klub         |
| ------------------ | ----------- | ----------------- |
| Adrian Piątek      | 2005        |                   |
| Marcin Tlałka      | 2005        | MKS Andrychów     |
| Zbigniew Syguła    | 2002        | MKS MOS II Będzin |
| Przemysław Potrawa | 2000        | MKS MOS II Będzin |
| Dawid Chałat       | 2003        |                   |
| Marcin Czapla      | 2003        | MKS MOS II Będzin |

## Rozgrywki

### Liga

#### Runda zasadnicza
| Data       | Przeciwnik        | Wynik                                   | Miejsce              |
| ---------- | ----------------- | --------------------------------------- | -------------------- |
| 23.09.2006 | Okocimski Brzesko | 3:0 (25:17, 23:25, 18:25)               | Brzesko              |
| 30.09.2006 | Jadar II Radom    | 3:2 (25:23, 22:25, 25:22, 25:16, 15:6)  | Radom                |
| 07.10.2006 | Górnik Radlin     | 3:1 (29:31, 25:22, 25:15, 25:12)        | Hala Łagisza, Będzin |
| 14.10.2006 | Błękitni Ropczyce | 1:3 (23:25, 17:25, 25:27, 19:25)        | Ropczyce             |
| 21.10.2006 | WTS Warka         | 3:1 (25:23, 25:27, 25:20, 25:23)        | Hala Łagisza, Będzin |
| 28.10.2006 | MKS Andrychów     | 3:1 (25:17, 23:25, 25:14, 25:11)        | Hala Łagisza, Będzin |
| 04.11.2006 | SMS PZPS II Spała | 3:0 (25:18, 26:24, 25:18)               | Spała                |
| 18.11.2006 | Cukrownik Lublin  | 3:0 (25:20, 25:15, 25:21)               | Hala Łagisza, Będzin |
| 26.11.2006 | Karpaty Krosno    | 3:0 (29:27, 25:20, 25:15)               | Krosno               |
|            |                   |                                         |                      |
| 02.12.2006 | Okocimski Brzesko | 3:0 (25:19, 27:25, 25:23)               | Hala Łagisza, Będzin |
| 09.12.2006 | Jadar II Radom    | 3:0 (25:19, 25:11, 25:23)               | Hala Łagisza, Będzin |
| 16.12.2006 | Górnik Radlin     | 3:0 (25:23, 25:22, 25:20)               | Radlin               |
| 06.01.2007 | Błękitni Ropczyce | 3:0 (25:20, 25:21, 25:21)               | Hala Łagisza, Będzin |
| 13.01.2007 | WTS Warka         | 3:2 (25:23, 19:25, 25:22, 22:25, 15:8)  | Warka                |
| 20.01.2007 | MKS Andrychów     | 3:2 (26:28, 29:27, 19:25, 25:13, 17:15) | Andrychów            |
| 27.01.2007 | SMS PZPS II Spała | 3:1 (25:17, 24:26, 25:22, 25:15)        | Hala Łagisza, Będzin |
| 03.02.2007 | Cukrownik Lublin  | 3:1 (25:22, 27:29, 25:10, 25:17)        | Lublin               |
| 17.02.2007 | Karpaty Krosno    | 3:0 (25:23, 25:21, 25:15)               | Hala Łagisza, Będzin |

#### Play-off
| Data       | Przeciwnik     | Wynik                                   | Miejsce              |
| Półfinały  | Półfinały      | Półfinały                               | Półfinały            |
| ---------- | -------------- | --------------------------------------- | -------------------- |
| 24.03.2007 | Jadar II Radom | 3:0 (25:20, 25:17, 25:21)               | Hala Łagisza, Będzin |
| 25.03.2007 | Jadar II Radom | 3:0 (25:16, 25:15, 25:21)               | Hala Łagisza, Będzin |
| 31.03.2007 | Jadar II Radom | 3:2 (25:22, 25:18, 25:23, 25:23, 15:10) | Radom                |
| Finały     |                |                                         |                      |
| 14.04.2007 | WTS Warka      | 3:0 (25:19, 25:22, 25:18)               | Hala Łagisza, Będzin |
| 15.04.2007 | WTS Warka      | 3:0 (25:16, 25:21, 25:21)               | Hala Łagisza, Będzin |
| 21.04.2007 | WTS Warka      | 3:0 (25:15, 25:22, 25:12)               | Warka                |

#### Baraże o I ligę
| Data       | Przeciwnik        | Wynik                                   | Miejsce              |
| ---------- | ----------------- | --------------------------------------- | -------------------- |
| 05.05.2007 | Orzeł Międzyrzecz | 3:2 (25:27, 21:25, 25:20, 25:23, 15:12) | Hala Łagisza, Będzin |
| 06.05.2007 | Orzeł Międzyrzecz | 3:2 (20:25, 25:21, 21:25, 25:17, 15:12) | Hala Łagisza, Będzin |
| 12.05.2007 | Orzeł Międzyrzecz | 1:3 (16:25, 25:20, 19:25, 17:25)        | Międzyrzecz          |
| 13.05.2007 | Orzeł Międzyrzecz | 1:3 (22:25, 17:25, 30:28, 24:26)        | Międzyrzecz          |
| 16.05.2007 | Orzeł Międzyrzecz | 2:3 (24:26, 25:18, 25:9, 19:25, 10:15)  | Hala Łagisza, Będzin |

### Puchar Polski
| Data             | Przeciwnik            | Wynik                            | Miejsce              |
| I runda wstępna  | I runda wstępna       | I runda wstępna                  | I runda wstępna      |
| ---------------- | --------------------- | -------------------------------- | -------------------- |
| 09.09.2006       | Delic-Pol Częstochowa | 3:1 (15:25, 25:18, 25:18, 25:20) | Częstochowa          |
| II runda wstępna |                       |                                  |                      |
| 13.09.2006       | Błękitni Ropczyce     | 0:3 (24:26, 18:25, 17:25)        | Hala Łagisza, Będzin |

### Bilans spotkań
| Rozgrywki        | Ogólnie | Ogólnie | Ogólnie | Ogólnie | Ogólnie | U siebie | U siebie | U siebie | U siebie | U siebie | Na wyjeździe | Na wyjeździe | Na wyjeździe | Na wyjeździe | Na wyjeździe | Miejsce |
| Rozgrywki        | R       | W       | P       | Sety    | Sety    | R        | W        | P        | Sety     | Sety     | R            | W            | P            | Sety         | Sety         | Miejsce |
| ---------------- | ------- | ------- | ------- | ------- | ------- | -------- | -------- | -------- | -------- | -------- | ------------ | ------------ | ------------ | ------------ | ------------ | ------- |
| runda zasadnicza | 18      | 17      | 1       | 52      | 14      | 9        | 9        | 0        | 27       | 4        | 9            | 8            | 1            | 25           | 10           | 1.      |
| play-off         | 6       | 6       | 0       | 18      | 2       | 4        | 4        | 0        | 12       | 0        | 2            | 2            | 0            | 6            | 2            | 1.      |
| baraż            | 5       | 2       | 3       | 10      | 13      | 3        | 2        | 1        | 8        | 7        | 2            | 0            | 2            | 2            | 6            | -       |
| puchar           | 2       | 1       | 1       | 3       | 4       | 1        | 0        | 1        | 0        | 3        | 1            | 1            | 0            | 3            | 1            | II rw.  |
| Razem            | 31      | 26      | 5       | 83      | 33      | 17       | 15       | 2        | 47       | 14       | 14           | 11           | 3            | 36           | 19           |         |